# Herman Muntinghe (hoogleraar)
Herman Muntinghe, ook Hermannus (Termunten, 27 augustus 1752 – Leeuwarden, 24 april 1824) was een Nederlands hoogleraar aan de faculteit godgeleerdheid en godsdienstwetenschappen van de Groninger universiteit.

## Leven en werk
Muntinghe werd in 1752 geboren als zoon van de drost van Westerwolde Petrus Muntinghe en van Gezina Geertruid Kiers. Hij studeerde vanaf 1766 theologie aan de universiteit van Groningen, waar hij in 1776 promoveerde. Na zijn studie werd hij achtereenvolgens predikant in het Friese Buitenpost en in het Groningse Zeerijp. In 1781 werd hij benoemd tot hoogleraar aan de Universiteit van Harderwijk. Een benoeming tot hoogleraar in 1795 aan de Universiteit van Leiden weigerde hij. Van 1799 tot 1822 was hij hoogleraar aan de universiteit van Groningen, waar hij dogmatiek, kritiek, hermeneutiek, exegese, theologia moralis en pastoralis en kerkgeschiedenis doceerde. Aan beide universiteiten waaraan hij verbonden is geweest bekleedde hij ook tweemaal de functie van rector magnificus, in 1783/1784 en in 1792/1793 in Harderwijk en in 1807 en van 1812 tot 1816 in Groningen.
Muntinghe trouwde op 2 januari 1788 te Zutphen met Judith Francina Drijfhout, dochter van Abraham Jacob Drijfhout, hoogleraar aan de Universiteit van Harderwijk, en Maria Brouwer. Hij overleed in 1824 op 71-jarige leeftijd tijdens een paasvakantie te Leeuwarden. Hij werd op 30 april begraven in zijn woonplaats Groningen. De lijkrede werd op 2 mei 1824 uitgesproken door zijn collega Annaeus Ypeij. In de muur van het koor van de Martinikerk werd als herinnering aan Muntinghe een gedenksteen aangebracht. Muntinghe was ridder in de Orde van de Nederlandse Leeuw.